# Ivan Telegin
Ivan Alekseevič Telegin (in russo Иван Алексеевич Телегин?; Novokuzneck, 28 febbraio 1992) è un hockeista su ghiaccio russo.

## Palmarès

### Olimpiadi
- 1 medaglia[1]:
  - 1 oro (Pyeongchang 2018)

### Mondiali
- 2 medaglie[2]:
  - 2 bronzi (Russia 2016; Germania/Francia 2017)